# Nanna Levison
Nanna Levison (4. september 1897 i Nakskov – 16. januar 1942 i Jægersborg Hegn) var en dansk maler.
Hun var datter af købmand Louis Levison og Johanne Sylvestra Thorsen. Hun var elev af H.A. Brendekilde 1915-18 og modtog Kunstakademiets stipendium 1926, og fik støtte fra De Bielkeske Legater 1929 og Carlsons Legat 1930, 1931 og 1932. I 1920'erne og 1930'erne var Levison på rejser til Tyskland, Tjekkoslovakiet, Frankrig og Italien. 1928 vandt hun Carlsons Præmie for et blomsterbillede.
I begyndelsen var hun stærkt præget af sin læremester Brendekildes naturalistiske stil, men senere tilegnede hun sig ekspressionismen og fik en kraftfuld malestil, hvor farven og lysvirkningen er overlegent og personligt behandlet. Hendes evne til at skildre børn med forståelse og sikkerhed blev i 1944 fremhævet af Mogens Krustrup.
Hun blev gift 27. november 1925 i København med maleren Søren Kristian Sørensen (10. februar 1885 i Hvidbjerg, Thyholm - 31. juli 1937 i København), søn af skrædder, husmand Laust Christian Sørensen og Christiane Jensen.
Hun er begravet på Søndermark Kirkegård.

## Udstillinger
- Charlottenborg Forårsudstilling 1924-37, 1939 (15 gange med 62 værker)
- Charlottenborg Efterårsudstilling 1922, 1928
- Septemberudstillingen 1919
- Helsingfors 1928
- Forum 1929
- Kvindelige Kunstneres Samfund 1930

## Værker
- Barnebillede (1926, Esbjerg Kunstmuseum)
- Dreng fra Anticoli (1927, Fuglsang Kunstmuseum)
- Blomsterbillede (1928, Carlsons Præmie)
- Blomsterbillede (1930, Fuglsang Kunstmuseum)
- Jakobs drøm (udstillet 1930)
- Tobias og englen (udstillet 1931)
- Huse i Agger (udstillet 1933)
- Portræt af Gerda (udstillet 1934)
- Interiør med figurer (udstillet 1936)
- Gade i Allinge (1937)